# Sputum

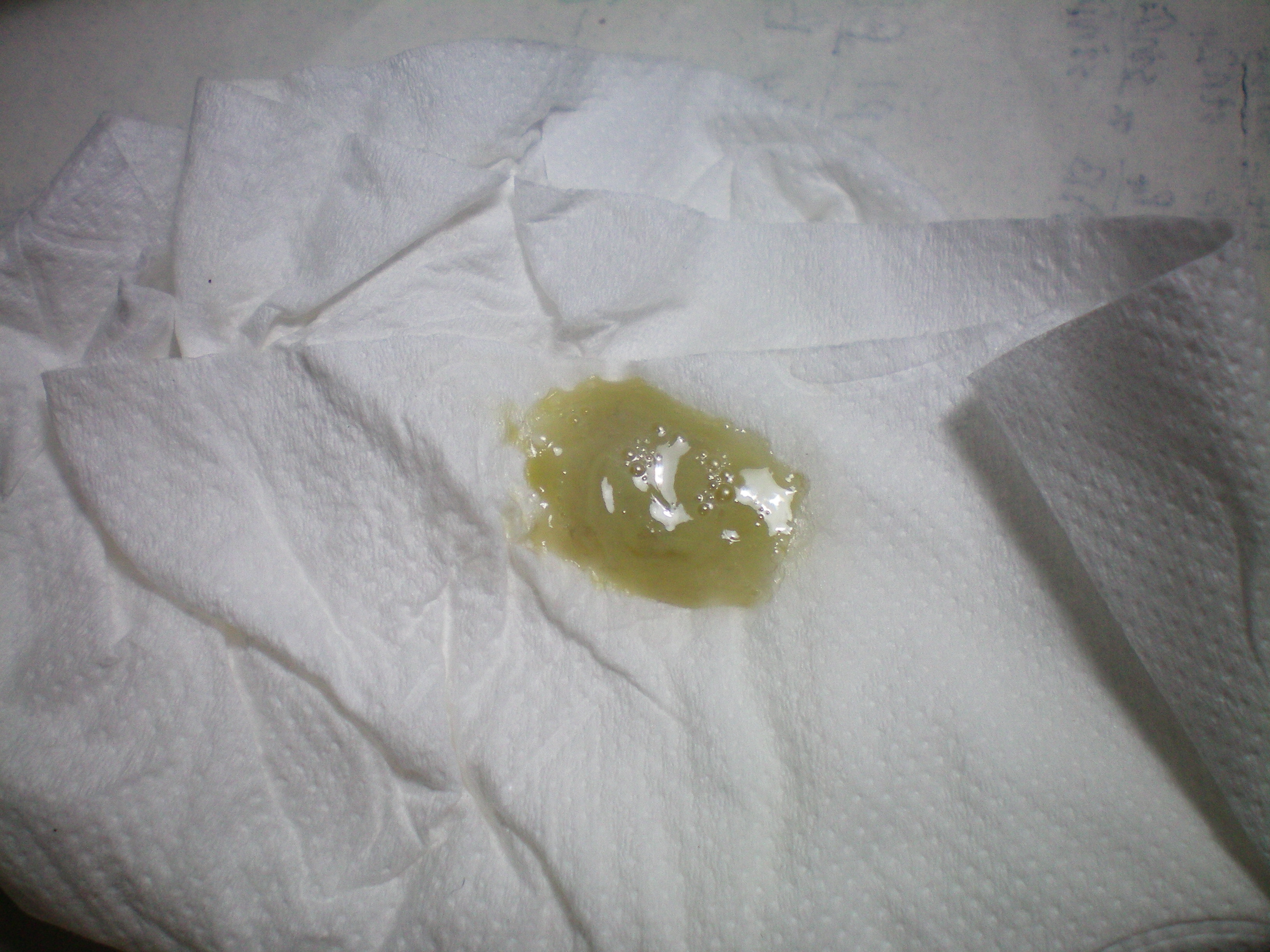
Vykašlané sputum

Sputum, česky hlen (lidově řečeno chrchel), je výměšek dýchacího ústrojí a vykašlaná hmota, charakterizovaná jako zmnožený sekret dýchacích cest. Sputum může být použito k cytologickému či mikrobiologickému vyšetření (ve sputu se kultivují a určují kmeny virů, bakterií a plísní).
Hnisavý = purlentní, žlutý
Hnilobný = rozpad plicní tkáně

## Vyšetření sputa
U mikroskopického vyšetření se zjišťuje přítomnost leukocytů, mykobaktéria tuberkulózy (TBC), nádorových buněk apod. Sputum se odebírá do sterilních širokých zkumavek (tzv. sputovky), ráno, nalačno, nemocný si nejprve vypláchne ústa vodou, vyplivne sliny do buničiny, poté se zhluboka nadechne a sputum vykašle do zkumavky.
Při cytologickém vyšetření se zjišťuje původ, struktura, funkce a patologie buněk. Většinou je nutný sběr 3 vzorků.